# グルーヴィット
グルーヴィット（欧字名:Groove It、2016年4月5日 - ）は、日本の競走馬。2019年の中京記念の勝ち馬である。
馬名の意味は、楽しむ。母名より連想

## 戦績

### 2歳（2018年）
10月20日の京都競馬場で行われた新馬戦（ダート1400m）に鞍上岩田康誠で出走、2着に5馬身差をつけて1番人気に応えてデビュー勝ちを果たした。

### 3歳（2019年）
3歳になり初戦として2月17日の500万下に鞍上ミルコ・デムーロに乗り替わりで出走し、ここでも1番人気に応えて勝利。デビュー2連勝とした。3月16日にはファルコンステークスで初めての重賞に挑戦、3番人気に押され最後の直線で脚を伸ばしたが共に抜け出していたハッピーアワーを差し切れず2着となり初の黒星となる。続いて5月5日のNHKマイルカップに4番人気で出走するが10着に敗れる。7月21日、初の古馬との対戦として中京記念に鞍上松山弘平で出走。3番人気に押され最後の直線で脚を伸ばし外から共に伸びてきた同期のクリノガウディーを振り切って1着、重賞初制覇となった。9月8日には京成杯オータムハンデキャップに出走。1番人気となるが11着と惨敗する。11月9日には武蔵野ステークスで9ヶ月振りとなるダート戦となったが10着に敗れ3歳シーズンを終える。

### 4歳・5歳（2020年・2021年）
4歳シーズン初戦として1月18日にニューイヤーステークスに1番人気で出走するが7着。3月29日には高松宮記念に出走、13番人気と低評価ではあったが6着と人気よりは好走した。5月16日に京王杯スプリングカップに3番人気で出走するがダノンスマッシュの3着に敗れる。以降人気に押されるが勝ちきれないレースが続き4歳・5歳シーズンは1勝も勝ち星をあげることが出来なかった。

### 6歳・7歳（2022年・2023年）
6歳となり短距離のオープン特別に4戦出走するが勝ちきれなかった。12月17日、タンザナイトステークスに鞍上に1年9ヶ月振りとなる岩田康誠を迎え出走。7番人気であったが最後の直線で脚を伸ばし一度はエレナアヴァンティに交わされるがゴール直前で差し返し1着、2年5ヶ月振りとなる勝利をあげた。7歳初戦としてシルクロードステークスに引き続き鞍上岩田康誠で出走するが15着のしんがり負けとなった。以降、7歳時は5戦したがいずれも二桁着順と大敗し、11月26日の京阪杯16着が現役最終戦となった。翌2024年1月4日付でJRAの競走馬登録を抹消された。乗馬として当初、珠洲ホースパークへ入厩する予定であったが令和6年能登半島地震が起こり当地に被害があったため、福山ホースパークに一時避難している。その後、同年5月に同じく中京記念の勝馬であるベレヌス（2022年優勝）とともに、珠洲ホースパークへ移動している。

## 競走成績
以下の内容は、JBISサーチおよびnetkeiba.comの情報に基づく。
| 競走日     | 競馬場 | 競走名        | 格   | 距離（馬場）  | 頭 数 | 枠 番 | 馬 番 | オッズ （人気） | 着順 | タイム （上り3F） | 着差 | 騎手        | 斤量 [kg] | 1着馬（2着馬）         | 馬体重 [kg] |
| ---------- | ------ | ------------- | ---- | ------------- | ----- | ----- | ----- | --------------- | ---- | ----------------- | ---- | ----------- | --------- | ---------------------- | ----------- |
| 2018.10.20 | 京都   | 2歳新馬       |      | ダ1400m（良） | 11    | 6     | 6     | 002.30（1人）   | 01着 | R1:26.2（38.0）   | -0.9 | 0岩田康誠   | 55        | （キョウワドリヴン）   | 492         |
| 2019.02.17 | 東京   | 3歳500万下    |      | ダ1400m（良） | 15    | 6     | 11    | 002.40（1人）   | 01着 | R1:26.5（37.1）   | -0.2 | 0M.デムーロ | 56        | （シュガーサンダー）   | 500         |
| 0000.03.16 | 中京   | ファルコンS   | GIII | 芝1400m（良） | 15    | 7     | 13    | 006.00（3人）   | 02着 | R1:21.0（34.4）   | -0.1 | 0北村友一   | 56        | ハッピーアワー         | 486         |
| 0000.05.05 | 東京   | NHKマイルC    | GI   | 芝1600m（良） | 18    | 3     | 6     | 019.20（4人）   | 10着 | R1:32.9（34.3）   | -0.5 | 0D.レーン   | 57        | アドマイヤマーズ       | 488         |
| 0000.07.21 | 中京   | 中京記念      | GIII | 芝1600m（稍） | 16    | 3     | 5     | 004.90（3人）   | 01着 | R1:33.6（34.6）   | -0.0 | 0松山弘平   | 52        | （クリノガウディー）   | 490         |
| 0000.09.08 | 中山   | 京成杯AH      | GIII | 芝1600m（良） | 16    | 5     | 9     | 004.00（1人）   | 11着 | R1:31.5（34.6）   | -1.2 | 0松山弘平   | 55        | トロワゼトワル         | 494         |
| 0000.11.09 | 東京   | 武蔵野S       | GIII | ダ1600m（良） | 16    | 1     | 1     | 013.50（5人）   | 10着 | R1:36.0（37.1）   | -1.4 | 0C.スミヨン | 56        | ワンダーリーデル       | 488         |
| 2020.01.18 | 中山   | ニューイヤーS | L    | 芝1600m（稍） | 16    | 5     | 9     | 003.50（1人）   | 07着 | R1:36.3（36.6）   | -0.5 | 0F.ミナリク | 56        | ジャンダルム           | 496         |
| 0000.03.29 | 中京   | 高松宮記念    | GI   | 芝1200m（重） | 18    | 4     | 7     | 040.1（13人）   | 06着 | R1:09.0（33.2）   | -0.3 | 0岩田康誠   | 57        | モズスーパーフレア     | 494         |
| 0000.05.16 | 東京   | 京王杯SC      | GII  | 芝1400m（稍） | 13    | 2     | 2     | 004.90（3人）   | 03着 | R1:20.1（33.1）   | -0.3 | 0M.デムーロ | 56        | ダノンスマッシュ       | 488         |
| 0000.08.16 | 新潟   | 関屋記念      | GIII | 芝1600m（良） | 18    | 8     | 16    | 005.50（3人）   | 07着 | R1:33.6（35.1）   | -0.5 | 0M.デムーロ | 56        | サトノアーサー         | 498         |
| 2021.01.11 | 中京   | すばるS       | L    | ダ1400m（良） | 16    | 5     | 9     | 005.90（3人）   | 13着 | R1:24.7（37.8）   | -1.3 | 0吉田隼人   | 57        | テイエムサウスダン     | 514         |
| 0000.02.14 | 小倉   | 北九州短距離S | OP   | 芝1200m（良） | 18    | 2     | 4     | 004.00（1人）   | 02着 | R1:07.1（33.7）   | -0.1 | 0浜中俊     | 57        | ラヴィングアンサー     | 502         |
| 0000.04.11 | 中山   | 春雷S         | L    | 芝1200m（良） | 16    | 5     | 10    | 004.10（2人）   | 03着 | R1:07.7（34.0）   | -0.4 | 0石橋脩     | 57        | ジャンダルム           | 500         |
| 0000.05.15 | 東京   | 京王杯SC      | GII  | 芝1400m（良） | 17    | 2     | 3     | 010.50（6人）   | 11着 | R1:20.4（33.4）   | -0.6 | 0石橋脩     | 56        | ラウダシオン           | 502         |
| 2022.01.10 | 中京   | 淀短距離S     | L    | 芝1200m（良） | 17    | 1     | 2     | 003.60（2人）   | 04着 | R1:08.3（34.3）   | -0.4 | 0C.デムーロ | 57        | スマートクラージュ     | 510         |
| 0000.02.27 | 阪神   | 阪急杯        | GIII | 芝1400m（良） | 14    | 2     | 2     | 011.60（5人）   | 07着 | R1:20.6（34.7）   | -0.7 | 0団野大成   | 56        | ダイアトニック         | 510         |
| 0000.05.08 | 中京   | 鞍馬S         | OP   | 芝1200m（良） | 18    | 1     | 1     | 007.30（5人）   | 05着 | R1:07.5（33.2）   | -0.4 | 0幸英明     | 57        | シゲルピンクルビー     | 494         |
| 0000.06.25 | 函館   | 青函S         | OP   | 芝1200m（良） | 16    | 4     | 7     | 011.90（6人）   | 07着 | R1:09.3（34.2）   | -0.7 | 0藤岡佑介   | 57        | ヴァトレニ             | 488         |
| 0000.12.17 | 阪神   | タンザナイトS | OP   | 芝1200m（稍） | 16    | 3     | 5     | 018.30（7人）   | 01着 | R1:08.2（34.5）   | -0.0 | 0岩田康誠   | 57        | （エレナアヴァンティ） | 502         |
| 2023.01.29 | 中京   | シルクロードS | GIII | 芝1200m（良） | 15    | 2     | 3     | 029.80（8人）   | 15着 | R1:09.3（34.3）   | -2.0 | 0岩田康誠   | 58.5      | ナムラクレア           | 500         |
| 0000.05.07 | 京都   | 鞍馬S         | OP   | 芝1200m（不） | 18    | 8     | 17    | 040.4（11人）   | 13着 | R1:10.7（35.7）   | -0.8 | 0古川吉洋   | 59        | エイシンスポッター     | 506         |
| 0000.05.28 | 京都   | 安土城S       | L    | 芝1400m（良） | 18    | 2     | 4     | 059.9（13人）   | 17着 | R1:21.0（35.2）   | -2.0 | 0団野大成   | 58.5      | ママコチャ             | 504         |
| 0000.11.05 | 福島   | みちのくS     | OP   | 芝1200m（良） | 16    | 6     | 12    | 030.4（11人）   | 10着 | R1:10.4（36.2）   | -0.8 | 0角田大和   | 59        | グレイトゲイナー       | 500         |
| 0000.11.26 | 京都   | 京阪杯        | GIII | 芝1200m（良） | 18    | 7     | 13    | 185.7（18人）   | 16着 | R1:08.5（33.4）   | -1.1 | 0幸英明     | 57        | トウシンマカオ         | 500         |

## 血統表
| グルーヴィットの血統            | グルーヴィットの血統                    | グルーヴィットの血統                    | （血統表の出典）                        | （血統表の出典）  |
| 父系                            | キングマンボ系/ミスタープロスペクター系 | キングマンボ系/ミスタープロスペクター系 | キングマンボ系/ミスタープロスペクター系 | [ § 2 ]           |
| 父 ロードカナロア 2008 鹿毛     | 父の父キングカメハメハ 2001 鹿毛        | Kingmambo                               | Mr. Prospector                          | Mr. Prospector    |
| 父 ロードカナロア 2008 鹿毛     | 父の父キングカメハメハ 2001 鹿毛        | Kingmambo                               | Miesque                                 |                   |
| 父 ロードカナロア 2008 鹿毛     | 父の父キングカメハメハ 2001 鹿毛        | *マンファス                             | *ラストタイクーン                       | *ラストタイクーン |
| 父 ロードカナロア 2008 鹿毛     | 父の父キングカメハメハ 2001 鹿毛        | *マンファス                             | Pilot Bird                              |                   |
| 父 ロードカナロア 2008 鹿毛     | 父の母レディブラッサム 1996 鹿毛        | Storm Cat                               | Storm Bird                              | Storm Bird        |
| 父 ロードカナロア 2008 鹿毛     | 父の母レディブラッサム 1996 鹿毛        | Storm Cat                               | Terlingua                               |                   |
| 父 ロードカナロア 2008 鹿毛     | 父の母レディブラッサム 1996 鹿毛        | *サラトガデュー                         | Cormorant                               | Cormorant         |
| 父 ロードカナロア 2008 鹿毛     | 父の母レディブラッサム 1996 鹿毛        | *サラトガデュー                         | Super Luna                              |                   |
| 母 スペシャルグルーヴ 2007 栗毛 | 母の父スペシャルウィーク 1995 黒鹿毛    | *サンデーサイレンス                     | Halo                                    | Halo              |
| 母 スペシャルグルーヴ 2007 栗毛 | 母の父スペシャルウィーク 1995 黒鹿毛    | *サンデーサイレンス                     | Wishing Well                            |                   |
| 母 スペシャルグルーヴ 2007 栗毛 | 母の父スペシャルウィーク 1995 黒鹿毛    | キャンペンガール                        | マルゼンスキー                          | マルゼンスキー    |
| 母 スペシャルグルーヴ 2007 栗毛 | 母の父スペシャルウィーク 1995 黒鹿毛    | キャンペンガール                        | レディーシラオキ                        |                   |
| 母 スペシャルグルーヴ 2007 栗毛 | 母の母ソニックグルーヴ 2003 鹿毛        | *フレンチデピュティ                     | Deputy Minister                         | Deputy Minister   |
| 母 スペシャルグルーヴ 2007 栗毛 | 母の母ソニックグルーヴ 2003 鹿毛        | *フレンチデピュティ                     | Mitterand                               |                   |
| 母 スペシャルグルーヴ 2007 栗毛 | 母の母ソニックグルーヴ 2003 鹿毛        | エアグルーヴ                            | *トニービン                             | *トニービン       |
| 母 スペシャルグルーヴ 2007 栗毛 | 母の母ソニックグルーヴ 2003 鹿毛        | エアグルーヴ                            | ダイナカール                            |                   |
| 母系(F-No.)                     | パロクサイド(GB)系(FN:F8-f)             | パロクサイド(GB)系(FN:F8-f)             | パロクサイド(GB)系(FN:F8-f)             | [ § 3 ]           |
| 5代内の近親交配                 | なし                                    | なし                                    | なし                                    | [ § 4 ]           |
| 出典                            | 1. 2. 3. 4.                             | 1. 2. 3. 4.                             | 1. 2. 3. 4.                             | 1. 2. 3. 4.       |

- 半弟ジュンライトボルト（父キングカメハメハ）は2022年チャンピオンズカップ優勝馬。
- 半弟ミッキーファイト（父ドレフォン）は2025年帝王賞優勝馬。